# Вилчеле (Вранча)
Вилчеле (рум. Vâlcele) — село у повіті Вранча в Румунії. Входить до складу комуни Кимпінянка.
Село розташоване на відстані 162 км на північний схід від Бухареста, 3 км на захід від Фокшан, 75 км на північний захід від Галаца, 119 км на схід від Брашова.

## Населення
За даними перепису населення 2002 року у селі проживали 128 осіб, усі — румуни. Усі жителі села рідною мовою назвали румунську.